# ‘Ambaro
‘Ambaro är ett berg i Djibouti.   Det ligger i regionen Tadjourah, i den centrala delen av landet, 50 km nordväst om huvudstaden Djibouti. Toppen på ‘Ambaro är 1 306 meter över havet.
Terrängen runt ‘Ambaro är huvudsakligen lite bergig. Runt ‘Ambaro är det mycket glesbefolkat, med 7 invånare per kvadratkilometer. Närmaste större samhälle är Tadjourah, 15,6 km söder om ‘Ambaro. Omgivningarna runt ‘Ambaro är i huvudsak ett öppet busklandskap.